# Gerda Weber
Gerda Weber, geborene Röder (* 15. September 1923 in Perleberg, Brandenburg; † 2. Januar 2021 in Mannheim) war eine Vertreterin der Linken in den 1950er-Jahren, Kommunismusforscherin, Neulehrerin und Autorin. Gemeinsam mit ihrem Mann Hermann Weber (1928–2014) förderte sie die Kommunismusforschung durch die Gerda-und-Hermann-Weber-Stiftung.

## Leben

### Kindheit und Familie
Gerda Röder kam aus einer sozialdemokratischen Familie in Perleberg in der Prignitz. Ihre Mutter Maria Dornauer war Mitglied bei der Sozialdemokratischen Partei Deutschlands (SPD) und sorgte sich um Kriegsverletzte und Flüchtlinge. Gerdas Vater Bernhard Röder war Schuhmacher. Neben ihren zwei Brüdern hatte Gerda Weber auch eine Schwester, die sie aufgrund der innerdeutschen Grenze erst nach der deutschen Wiedervereinigung, nachdem viele Jahre vergangen waren, wiedersehen konnte.
Gerdas Kindheit war geprägt durch Organisationen, wie zum Beispiel der Arbeiter-Turn- und Sportbund, dem Gerdas Eltern vor 1933 angehörten. In Organisationen wie diesen fand sie Ersatz für die noch fehlenden Geschwister, mit denen sie neben Ausflügen auch Feste durchlebte. Zu der Zeit zwischen 1933 und 1945 gibt es wenige Informationen zu Röders Leben. Nach der Befreiung vom Nationalsozialismus gehörte Perleberg zur Sowjetischen Besatzungszone, ab 1949 zur Deutschen Demokratischen Republik (DDR).

### Ausbildung zur Neulehrerin und weiterer Werdegang
Ab Januar 1946 nahm Gerda Weber an einem Neulehrerkurs teil, der neun Monate andauerte und im Gutshaus des Prignitz-Dorfes Dallmin stattfand. Ohne das Einverständnis der Teilnehmenden verkündete der Direktor des Neulehrerkurses, dass die Arbeiterparteien KPD und SPD kombiniert wurden. Als Sozialdemokratin wurde Gerda Weber mit den Kommunisten in der Sozialistischen Einheitspartei Deutschlands (SED) vereint. Nachdem Gerda die Prüfungen des Kurses bestanden hatte, lehrte sie in der Schule von Dallmin. Durch das Miterleben der Leiden vieler Kinder, die teilweise sehr krank waren oder kaum Kleidung besaßen, und auch das Fehlen von Material in der Schule wurde Gerda dazu angeregt, in der Freien Deutschen Jugend (FDJ) aktiv zu werden. Im September 1947 kam Gerda dann an eine andere Schule nach Dargardt, bei der sie als Praktikantin tätig war. Ihre Lehrerausbildung unterbrach sie, als sie von der SED-Kreisleitung in Perleberg dazu aufgefordert wurde, an die Parteihochschule „Karl Marx“ zu gehen. Zunächst fand der Lehrgang an der Parteihochschule in Liebenwalde statt, danach ging es im Januar 1948 in Kleinmachnow weiter, wo sie auch Hermann Weber kennenlernte, ihren späteren Mann. Zu diesem Zeitpunkt trug Hermann noch den Decknamen „Wunderlich“. Gerda und Hermann Weber heirateten im Jahr 1951.
Nach Abschluss der Parteihochschule wurde Gerda Weber dem Land Brandenburg zugewiesen, wo sie die Landesschule in Niederlehme führte. Im Sommer 1950 zog Gerda in die Bundesrepublik, wo sie von Ost-Berlin die Aufgabe bekam, als erste Sekretärin des Demokratischen Frauenbunds Deutschlands (DFD) zu arbeiten. Anders als es bei der FDJ der Fall war, konnte sie unter dieser Organisation legal arbeiten. Ziel der DFD war es, Frauen zu helfen, an ein friedliches Miteinander und an die Gleichberechtigung zu glauben und sich dafür einzusetzen.
In den 1960er und 1970er Jahren fuhr Gerda oft in das Kloster Langewaden, bei dem sie als Seminarleiterin der Politischen Akademie von Lohmar tätig war. Durch die Politische Akademie wurden manche Texte, die Gerda selbst geschrieben hatte, veröffentlicht. Themen wie Erziehung und Bildung, die Gleichberechtigung der Frauen oder auch das Familiengesetz vor allem in Bezug auf die DDR wurden hier durch Gerda Weber angesprochen. Tatsächlich hatte sich die Neulehrerin mit vielen Themen schon vorher befasst und im SBZ-Archiv darüber geschrieben.
Gemeinsam mit ihrem Mann schrieb Gerda zudem drei Monografien. Das erste Werk, bei dem Hermann Weber über seine Zeit in der Parteihochschule „Karl Marx“ berichtete und bei dem Gerda mithalf, wurde 1949 veröffentlicht. Anschließend, im Jahr 1974, erschien eine Lenin-Chronik. Das letzte Werk von Gerda und Hermann erschien 2006 und sollte als Fortsetzung der Monografie Damals, als ich Wunderlich hieß dienen. Beide Werke sind als Biografie der Webers zu verstehen.

### Letzte Lebensjahre
Nachdem Hermann Weber 2014 verstorben war, zog Gerda in ein Pflegeheim. Das hielt sie jedoch nicht davon ab, weiterhin für die Kommunismusforschung tätig zu sein. Seit 2019 fand zudem die Hermann-Weber-Konferenz statt, die sie förderte und bei der sie auch bereits für die Jahre 2022 und 2023 zugesagt hatte. Diese konnte sie jedoch nicht mehr besuchen. Gerda Weber verstarb am 2. Januar 2021 im Pflegeheim.

## Politisches Denken

### Verhaftung
Gerda und Hermann Weber wohnten im Jahr 1953 gemeinsam in Düsseldorf, jedoch zog Gerda anschließend nach Mannheim zu den Eltern ihres Mannes, als dieser ab dem Frühling desselben Jahres in Untersuchungshaft saß. Gerda selbst wurde im Juli 1953 festgenommen und befand sich bis Weihnachten 1953 in Untersuchungshaft. Die Eheleute wurden aus ähnlichen Gründen verhaftet, nämlich als „kommunistische Rädelsführer“. Obwohl die Webers sich zu der Zeit ihrer Festnahme einig waren, mit den stalinistischen Vorstellungen der Partei zu brechen, hielten sie diese Tatsache noch geheim.
Der Beschluss von Gerdas Untersuchungshaft richtete sich gegen die erste Sekretärin des DFD Westdeutschlands, der eigentlich vom 17. März war. Während der Untersuchungshaft wurde Gerda Weber über die „Rädelsführerschaft in einer staats- bzw. verfassungsfeindlichen Vereinigung“ verhört. Die drei Monate vor ihrer Festnahme hatte Gerda genutzt, um persönliche Dinge zu klären und sich ärztlich betreuen zu lassen. Aber ihr gesundheitlicher Zustand verbesserte sich in der Untersuchungshaft nicht, im Gegenteil: Gerda bekam durchgehend ihre Periode, weshalb sie während ihres Aufenthalts eine Frauenklinik aufsuchen durfte. Die Untersuchungshaft wurde schließlich Ende 1953 aufgelöst.

### Politische Richtung
Um in der schweren Zeit des Krieges selbst etwas tun zu können, wurde Gerda Weber im September 1945 Mitglied der SPD. Vor allem das Gefühl, mit anderen Menschen durch eine Organisation eng verbunden zu sein, erinnerte sie an ihre Kindheit, in der sie mit anderen Kindern durch solche Organisationen Kontakt hatte und Ausflüge erlebte.
Während der Trennung Deutschlands und nach dem Regierungsende Hitlers waren die Eheleute Gerda und Hermann Weber auf der Suche nach einem „Dritten Weg“ zwischen Ost und West. Sie traten 1955 schließlich wieder in die SPD ein und halfen bei der Gewerkschaftsbewegung in der Bundesrepublik.
Gerda Weber war in den 1970er Jahren an den Seminaren der Arbeitsgemeinschaft Sozialdemokratischer Frauen beteiligt. Hier ging es vor allem um Gleichberechtigung, Konflikte in der Familie und im Arbeitsleben.
Die friedliche Revolution in der DDR gegen den Kommunismus und die deutsche Wiedervereinigung waren für Gerda Weber und ihren Mann wohl die bedeutendsten Ereignisse in ihrem Leben. Dazu kam auch die Wiedervereinigung mit ihrer Schwester Dorothea, die Gerda jahrelang durch die Trennung von Ost- und Westdeutschland nicht hatte besuchen konnte.
Um die Kommunismusforschung zu unterstützen, gründeten Gerda und Hermann Weber 2003 die Gerda-und-Hermann-Weber-Stiftung.

## Werke
- Gerda Weber, Hermann Weber: Lenin-Chronik. Daten zu Leben und Werk. Deutscher Taschenbuch Verlag, München 1974, ISBN 3-423-03254-5.
- Hermann Weber in Zusammenarbeit mit Gerda Weber: Damals, als ich Wunderlich hieß. Vom Parteihochschüler zum kritischen Sozialisten. Die SED Parteihochschule „Karl Marx“ bis 1949. Aufbau-Verlag, Berlin 2002, ISBN 3-351-02535-1.
- Gerda Weber, Hermann Weber: Leben nach dem »Prinzip Links«. Erinnerungen aus fünf Jahrzehnten. Links Verlag, Berlin 2006, ISBN 3-86153-405-3.